# باليخا
بلدية باليجا (بالكاتالانية: Pallejà) هي إحدى بلديات مقاطعة برشلونة، والتي تقع في منطقة كاتالونيا، شرق إسبانيا.
يبلغ عدد سكانها 11.134 نسمة وفقاً لإحصائية سنة (2007).